# خالد الجهني
خالد بن محمد بن عبيد الجهني معلم في الخمسينات من عمره من الرياض اعتقل يوم 11 مارس 2011 بعد أن طالب علنا بالحرية والديمقراطية في السعودية في إطار الاحتجاجات التي شهدتها البلاد عام 2011 وظل معتقلا دون صدور حكم قضائي عليه إلى أن أفرج عنه يوم 6 أغسطس 2012. كان حديث خالد موجها لفريق تلفزيون بي بي سي العربية الذي لقيه أمام ديوان المظالم في الرياض وسط تواجد أمني كثيف يوم 11 مارس 2011. أطلق سراحه في 8 أغسطس 2012.

## 11 مارس 2011
بعد ثورات الربيع العربي في تونس ومصر في بدايات 2011، شهد السعودية بعض الاحتجاجات وأقترح أن يقام «يوم غضب» في 11 مارس 2011. تظاهر المئات ذلك اليوم في القطيف والعوامية وغالبيتهم من الطائفة الشيعية لكن المظاهرات غابت عن العاصمة الرياض التي كان التواجد الأمني فيها «كثيفا» منذ الصباح الباكر وتواجد عدد كبير من سيارات الشرطة وطائرات الهيلوكوبتر «جابت السماء طوال ذلك اليوم».
كان خالد الشخص الوحيد الذي شوهد متظاهرا في الشوارع العامة في الرياض وجدة في ذلك اليوم. وزعم خالد أنه مر مرتين بجوار فريق تلفزيون بي بي سي العربية فهدده رجال الشرطة بالسجن إذا مر مرة ثالثة لكنه عاد وقال في حديثه إلى الفريق «نحتاج للديمقراطية. نحتاج للحرية.» وانتقد ما أسماه غياب حرية الصحافة في السعودية وعزى ذلك بأنها ملكية. كما زعم أن المواطن في السعودية بحاجة إلى علاقة بأحد أمراء أسرة آل سعود المالكة ليقضي احتياجته وقال في نهاية حديثه أنه متأكد أنه سيعتقل قبل أن يتمكن من الوصول إلى منزله وطلب من الصحفيين أن يزوروه في سجن الحائر أو سجن عليشة.

## السجن والشهرة
بعد أن تحدث أمام مقر ديوان المظالم، عاد خالد إلى منزله وداهمته قوات المباحث واعتقلته وصادرت هاتفه النقال وحاسوبه المحمول ومنع من الاتصال بأهله مدة 58 يوما. وذكر بعض أفراد عائلته بعد أن زاروه في شهر مايو أنه نحف كثيرا وكان يعاني من الإحباط. وصفت إي أو إل نيوز خالد أنه أصبح «بطلا في طرفة عين» بعد أن عرضت بي بي سي كلمته الكاملة في شهر أبريل ورُفعت مقاطع عديدة إلى يوتيوب بطول ست دقائق لكلام خالد.
قال محمد القحطاني رئيس جمعية الحقوق المدنية والسياسية في السعودية أن خالد صار معروفا على الإنترنت باسم «أشجع رجل في السعودية». وأنشئت صفحة على فيسبوك بعنوان «أين خالد؟» وبلغ عدد المعجبين بها بحلول أغسطس 2011 أكثر من تسعة آلاف مستخدم.

## راجع أيضا
- فراس بقنه
- منال الشريف

## وصلات خارجية
- حلقة "الشعب يريد..." من برنامج "ما لا يقال" التي بث فيها كلام خالد على يوتيوب